# تشارلز د. بيكر (سياسي)
تشارلز د. بيكر (بالإنجليزية: Charles D. Baker)‏ هو سياسي أمريكي، ولد في 21 يونيو 1928 في الولايات المتحدة. حزبياً، نشط في الحزب الجمهوري.